# Rechts Protestants Christelijke Unie
De Rechts Protestants Christelijke Unie (RPCU) was een lokale politieke partij in Vlissingen, die van 1969 tot 2012 bestond. Van 1997 tot 2010 was Cock Kapaan raadslid en fractievoorzitter namens deze partij.

## Ontstaan
De RPCU ontstond in 1969, toen de gecombineerde fractie van ARP/Christelijk-Historische Unie wilde samenwerken met de KVP, om zo de grootste partij te worden. Aanhangers van de SGP en GPV, die lokaal vaak op de ARP/CHU stemden omdat hun partijen de kiesdeler niet haalden, konden zich hierin niet verenigen. Daarom besloten deze partijen samen te laten gaan onder de nieuwe naam RPCU.
Bij de eerste deelname in 1970 aan de gemeenteraadsverkiezingen haalde de RPCU direct twee van de 27 zetels. Zetelverlies was er in 1978, toen de partij met één zetel in de gemeenteraad bleef. Van 1990 tot 2006 bestond de fractie weer uit twee raadsleden. Bij de verkiezingen van 2006 kwam de ChristenUnie in Vlissingen uit met een eigen lijst. Dit had zijn weerslag op het electoraat van de RPCU; de partij behaalde in dat jaar nog maar één zetel. In 2010 waren er ongeveer honderd stemmen te weinig voor een zetel en in 2012 besloot de partij zich op te heffen.
De Unie stond voor een gemeentepolitiek met een bijbels uitgangspunt. In enkele gevallen beriep men zich ook letterlijk op de Bijbel bij het innemen van een standpunt. Onder andere het minimabeleid was een belangrijk thema voor de RPCU.